# Miroslav Bustruc
Fra Miroslav Bustruc (Staševica, 1958.), hrvatski katolički svećenik, franjevac provincije Presvetog Otkupitelja čije je sjedište u Splitu. Za svećenika je zaređen 1984. godine te je pastoralno djelovao u Drnišu, Splitu, Zagrebu, Velikom Brdu, Promajni, Živogošću, Sumartinu, Imotskom, Runoviću, Bristivici i Živogošću gdje je aktualni župnik. Od srpnja 2022., uz službu župnika Živogošća, gvardijan je samostana sv. Marije u Zaostrogu i župnik župe Gospina uznesenja u Zaostrogu. Bavi se pisanjem. Objavio knjige aforizama: "Abecedijada" ("Marija" - Split, 1989.), "Uzvodne istine" ("Teovizija" -Zagreb, 1996.), "Hoćeš li svijetliti?" (Vlastita naklada - Sumartin/o. Brač, 1999.), križni put "Put Njegov i roda našega" ("Marija" -Split, 2002.). Knjiga Smisao kroz misao obuhvaća tekstove iz koje je govorio u emisiji Smisao kroz misao na Radio Mariji u razdoblju od 2001 .-2003. godine. U knjizi (P)osluhni riječ u svojim razmatranjima zahvaća cijelu liturgijsku godinu C: božićni, korizmeni i vazmeni ciklus, nedjelje kroz godinu, te glavne svetkovine.